# Uruguay (1910)
Uruguay – urugwajski krążownik torpedowy z początku XX wieku, zamówiony i zbudowany w niemieckiej stoczni AG Vulcan w Szczecinie. Jednostka została zwodowana 12 kwietnia 1910 roku i wcielona w skład urugwajskiej marynarki wojennej w sierpniu tego roku. Okręt został wycofany ze służby w maju 1951 roku, a następnie sprzedany w celu złomowania w 1962 roku.

## Projekt i budowa
Krążownik torpedowy „Uruguay” został zamówiony i zbudowany w niemieckiej stoczni AG Vulcan w Szczecinie . Stępkę okrętu położono w 1908 roku, a zwodowany został 12 kwietnia 1910 roku . Choć zbudowana w Niemczech, jednostka otrzymała uzbrojenie pochodzące z zakładów Škoda i Armstrong .

## Dane taktyczno-techniczne
Okręt był krążownikiem torpedowym o długości między pionami 85 metrów, szerokości 9,4 metra i maksymalnym zanurzeniu 3,6 metra . Wyporność normalna wynosiła 1400 ton . Siłownię jednostki stanowiły dwie pionowe maszyny parowe potrójnego rozprężania o łącznej mocy 5700 KM, do których parę dostarczały cztery kotły Normand . Prędkość maksymalna napędzanego dwiema śrubami okrętu wynosiła 23 węzły . Okręt zabierał zapas 210 ton węgla, co zapewniało zasięg wynoszący 3000 Mm przy prędkości 12 węzłów .
Na uzbrojenie artyleryjskie okrętu składały się dwa pojedyncze działa kalibru 120 mm Kruppa (produkcji zakładów Škoda) QF L/45, cztery pojedyncze działa 12-funtowe kal. 76 mm (3 cale) EOC N L/40 i sześć pojedynczych jednofuntowych działek kal. 37 mm Armstrong L/40 . Broń torpedową stanowiły dwie pojedyncze wyrzutnie kal. 450 mm (18 cali), umieszczone powyżej linii wodnej .
„Uruguay” miała pancerz pokładowy o grubości 17 mm, wykonany ze stali niklowej, chroniący pomieszczenia maszynowni .
Załoga okrętu składała się z 125 oficerów, podoficerów i marynarzy .

## Służba
Okręt został przyjęty w skład marynarki wojennej pod nazwą „Uruguay” 20 sierpnia 1910 roku, kiedy to dotarł do Montevideo . Jednostka służyła także jako okręt szkolny dla podchorążych . Okręt został wycofany ze służby w maju 1951 roku . Jednostka została sprzedana stoczni złomowej w sierpniu 1962 roku .